# جهاز ري الفم

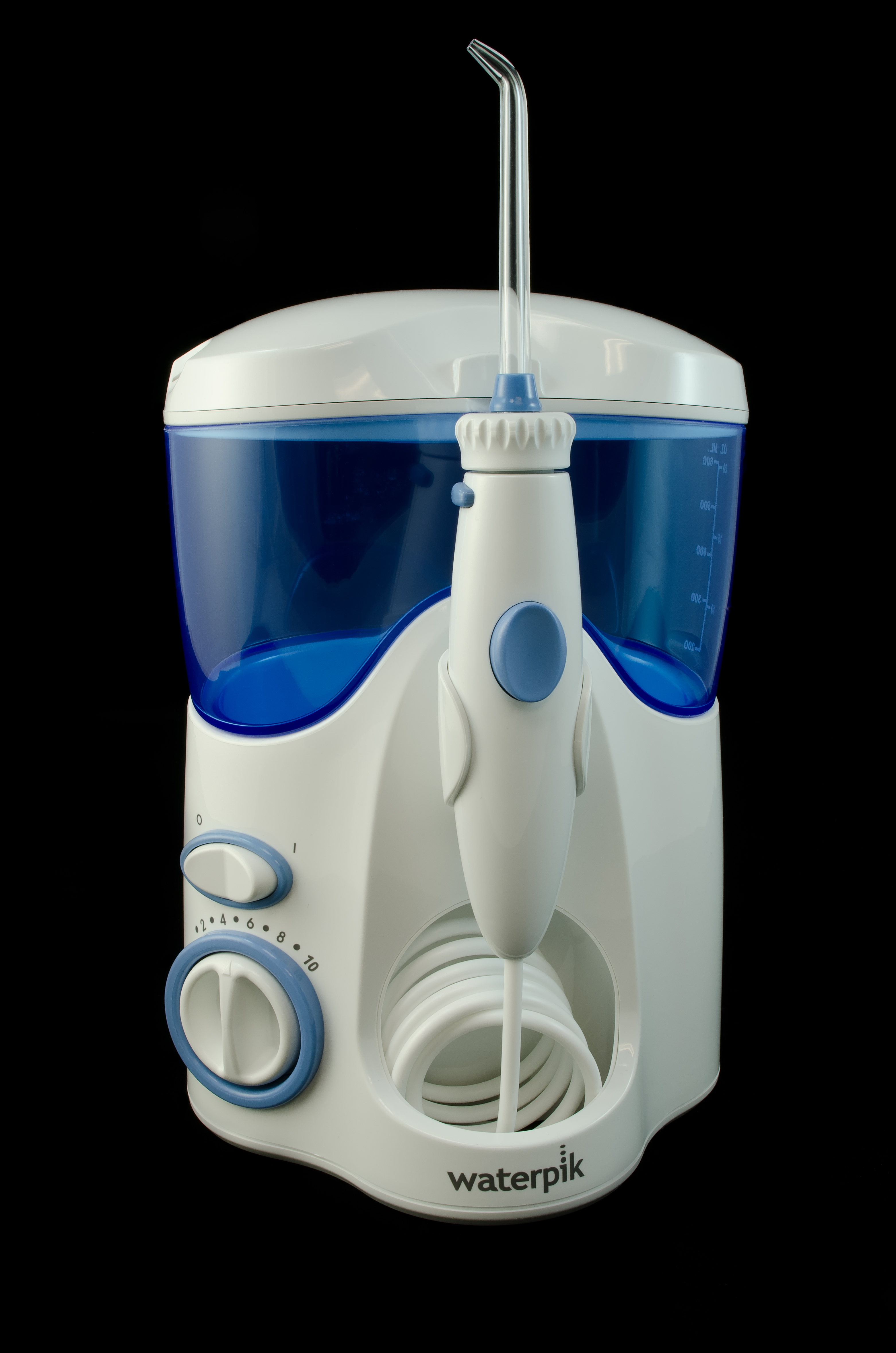
جهاز ري للفم للمصنع Waterpik

جهاز ريِّ الفم (والذي يعرف أيضاً باسم واتر جيت الأسنان أو المنظف المائي للأسنان) هو جهاز يستخدم في المنزل لصحة الفم.  ويستخدم تيارًا من الماء النابض لإزالة الترسبات واللويحات السنية (البلاك dental plaque) بين الأسنان وكذلك تحت خط اللثة. جهاز ري الفم يحسن صحة اللثة، كما يمكن لهذه الأجهزة ان توفر تنظيفاً أسهل لأجهزة التقويم وزرعات الأسنان. 

## التاريخ
تم تطوير أول وسيلة ري الفم في ولاية كولورادو بالولايات المتحدة، في عام 1962، من قبل طبيب الأسنان جيرالد موير والمهندس جون ماتينجلي والتعاون أدى إلى إنشاء شركة تنتج مختلف منتجات الرعاية الصحية الشخصية للفم؛ تم تسمية الشركة بعد ذلك باسم ووتربيك (Waterpik).

## استخدمات أخرى
استخدمت أجهزة ري الفم كذلك في التخلص من حصى اللوزتين (الحصاة اللوزية) لدى المصابين بهذا المرض.